# لاس نوتریاس (نیومکزیکو)
لاس نوتریاس (به انگلیسی: Las Nutrias) یک منطقهٔ مسکونی در ایالات متحده آمریکا است که در نیومکزیکو واقع شده‌است. لاس نوتریاس ۱۴۹ نفر جمعیت دارد و ۱٬۴۵۳٫۰ متر بالاتر از سطح دریا واقع شده‌است.